# Tanda (Niger)
Tanda (auch: Tenda) ist eine Landgemeinde im Departement Gaya in Niger.

## Geographie

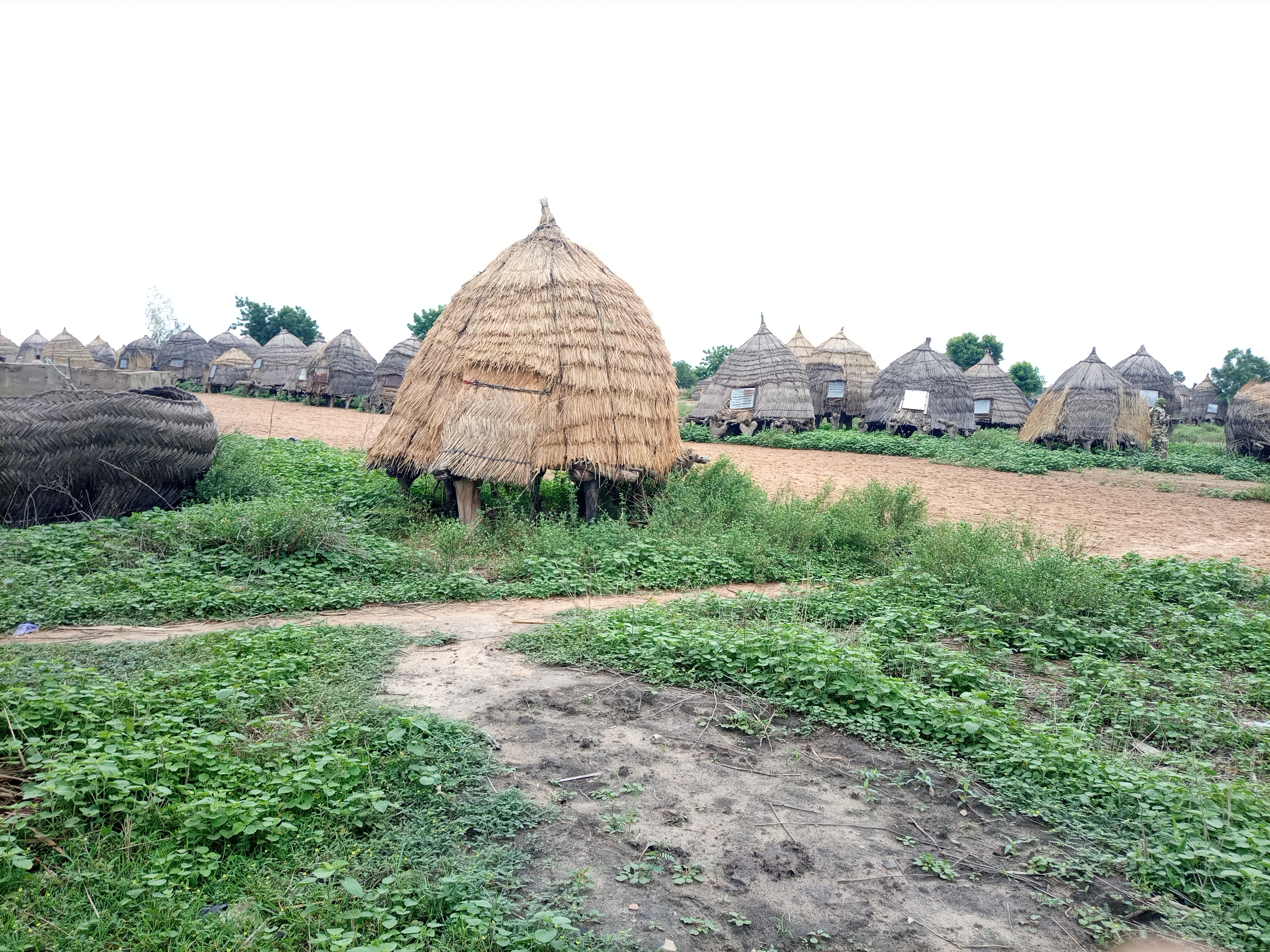
Hütten im Dorf Rountoua Tanda im Gemeindegebiet von Tanda (2023)

Tanda liegt am Fluss Niger in der Landschaft Dendi in der Sudanregion und grenzt im Südwesten an den Nachbarstaat Benin. Die Nachbargemeinden in Niger sind Sambéra im Nordwesten, Yélou im Nordosten und Gaya im Südwesten. Bei den Siedlungen im Gemeindegebiet handelt es sich um 32 Dörfer, 88 Weiler und 12 Lager. Der Hauptort der Landgemeinde ist das Dorf Tanda. Am Nordrand des Hauptorts verläuft der 12. nördliche Breitengrad.
In Tanda besteht ein hohes Risiko von Überschwemmungen. Im Gemeindegebiet befindet sich die bewohnte Flussinsel Lété, die der Republik Niger in einem Grenzkonflikt mit Benin 2005 zugesprochen wurde. Teile der Gemeinde gehören zu zwei nach der Ramsar-Konvention unter Schutz gestellten Zonen: zum Feuchtgebiet am mittleren Niger und, einschließlich des Hauptorts, zum Feuchtgebiet am mittleren Niger II. Das gesamte Gemeindegebiet ist Teil des Dosso-Reservats, eines 306.500 Hektar großen Naturschutzgebiets, das 1962 als Pufferzone zum Nationalpark W eingerichtet wurde.

## Geschichte

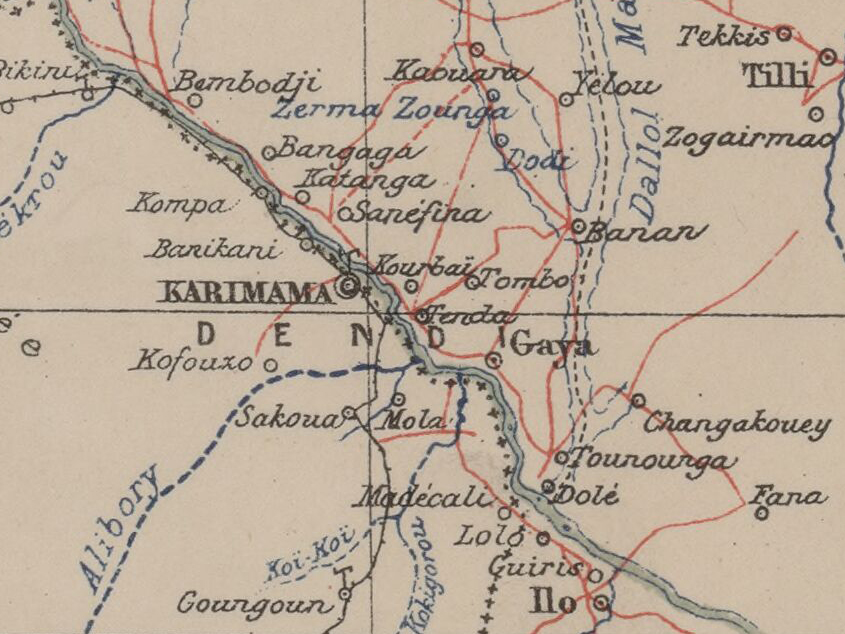
Ausschnitt einer Karte von 1903 mit Tanda (Tenda) im Zentrum

Tanda wurde vom Volk der Tyenga, das im 17. Jahrhundert das Gebiet des heutigen Departements Gaya besiedelte, gemeinsam mit aus Gao zugewanderten Songhai gegründet. Als die Mission Voulet-Chanoine 1899 im Zuge der Unterwerfung Nigers durch die Kolonialmacht Frankreich in das Gebiet kam, ließ Tanda alle weiblichen Einwohner evakuieren. Die 374 Kilometer lange Piste von Gaya über Niamey nach Tillabéri, die durch Tanda führte, galt in den 1920er Jahren als einer der Hauptverkehrswege in der damaligen französischen Kolonie Niger.
Die Landgemeinde Tanda entstand 2002 bei einer landesweiten Verwaltungsreform. Ihr Territorium gehörte bis dahin gemeinsam mit Tounouga zum Kanton Gaya. Bei der Flutkatastrophe in West- und Zentralafrika 2010 wurden 2031 Einwohner von Tanda als Katastrophenopfer eingestuft. Bei Überschwemmungen im Jahr 2018 stürzten 14 Häuser im Hauptort ein.

## Bevölkerung
Bei der Volkszählung 2012 hatte die Landgemeinde 49.973 Einwohner, die in 6747 Haushalten lebten. Bei der Volkszählung 2001 betrug die Einwohnerzahl 33.647 in 4297 Haushalten.
Im Hauptort lebten bei der Volkszählung 2012 8098 Einwohner in 1372 Haushalten, bei der Volkszählung 2001 5761 in 731 Haushalten und bei der Volkszählung 1988 10.625 in 1353 Haushalten.
In ethnischer Hinsicht ist die Gemeinde ein Siedlungsgebiet von Tyenga, Dendi und Fulbe.

## Politik
Der Gemeinderat (conseil municipal) hat 15 gewählte Mitglieder. Mit den Kommunalwahlen 2020 sind die Sitze im Gemeinderat wie folgt verteilt: 5 MNSD-Nassara, 4 PNDS-Tarayya, 2 ANDP-Zaman Lahiya, 2 MODEN-FA Lumana Africa, 1 MPR-Jamhuriya und 1 RPP-Farilla.
Jeweils ein traditioneller Ortsvorsteher (chef traditionnel) steht an der Spitze der 32 Dörfer in der Gemeinde, darunter der Hauptort.

## Wirtschaft und Infrastruktur

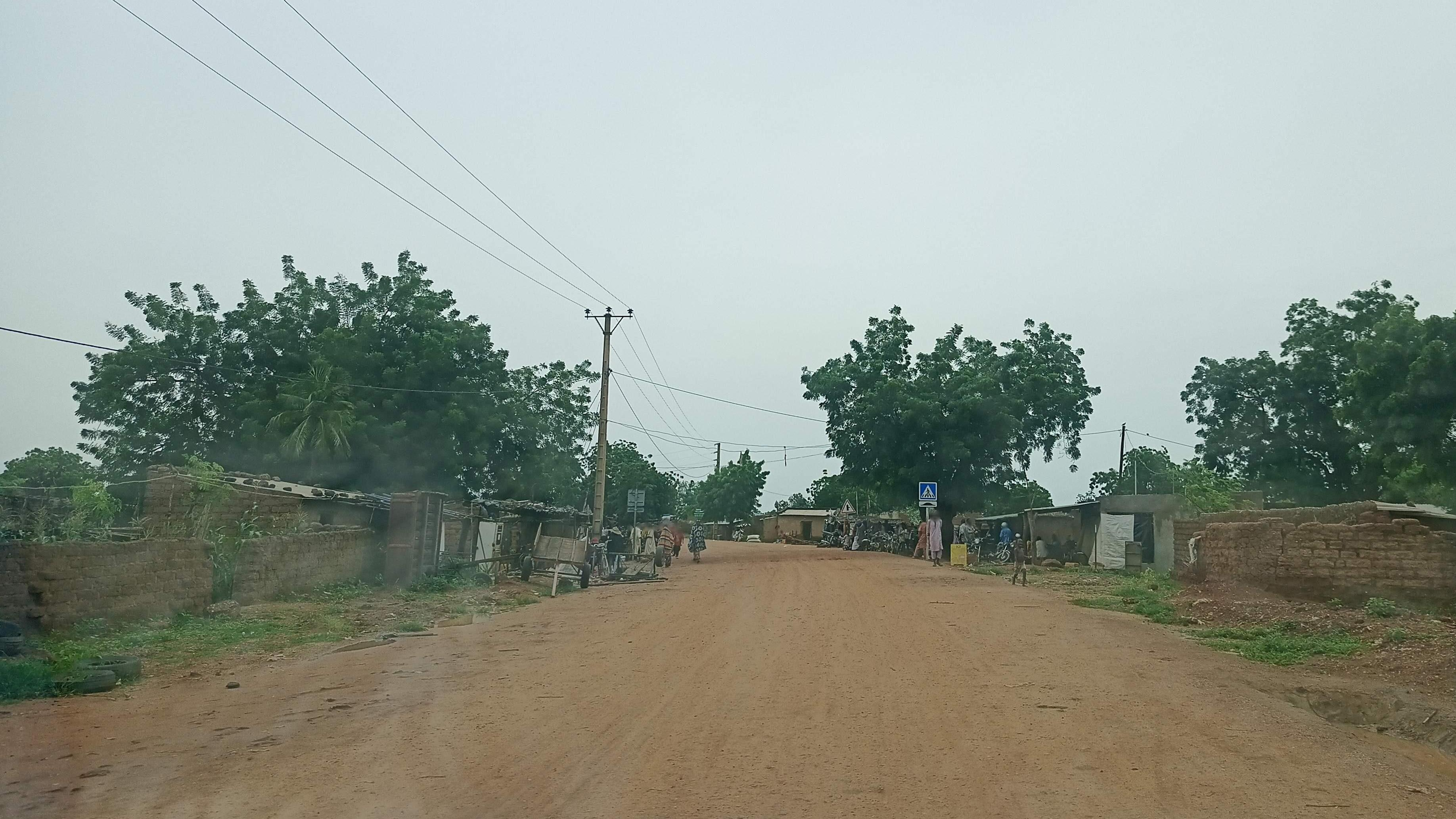
Nationalstraße 35 im Gemeindehauptort Tanda (2023)

In Tanda gibt es mehrere Wochenmärkte. Der Markttag ist Montag im Hauptort Tanda und Donnerstag im Dorf Sia. Der Markt von Tanda ist einer der größten in der Region und zieht Händler aus den Nachbarländern Benin und Nigeria an. Das staatliche Versorgungszentrum für landwirtschaftliche Betriebsmittel und Materialien (CAIMA) unterhält eine Verkaufsstelle im Hauptort. Im Osten des Gemeindegebiets wird Bewässerungsfeldwirtschaft betrieben, unter anderem für den Anbau von Reis. Die Rônierpalmen-Zonen von Albarkaïzé, Ballagoujo, Lété, Rountoua Tanda, Sia und Tassobon Yayé Koira erstrecken sich über eine Gesamtfläche von 9297 Hektar.
Gesundheitszentren des Typs Centre de Santé Intégré (CSI) sind im Hauptort sowie in den Siedlungen Albarkaïzé und Sia vorhanden. Das Gesundheitszentrum im Hauptort verfügt über ein eigenes Labor und eine Entbindungsstation. Der CEG Tanda und der CEG Sia sind allgemein bildende Schulen der Sekundarstufe des Typs Collège d’Enseignement Général (CEG). Beim Centre de Formation aux Métiers de Tanda (CFM Tanda) handelt es sich um ein Berufsausbildungszentrum.
Durch die Gemeinde, unter anderem durch den Hauptort, führt die Nationalstraße 35 zwischen Gaya und Winditane. Im Dorf Sia zweigen die Route 340 nach Téla und die Route 357 zur Nationalstraße 7 von der Nationalstraße 35 ab.

## Persönlichkeiten
- Mahamane Kabaou (1947–2009), Politiker